# Papirus Oxyrhynchus 655

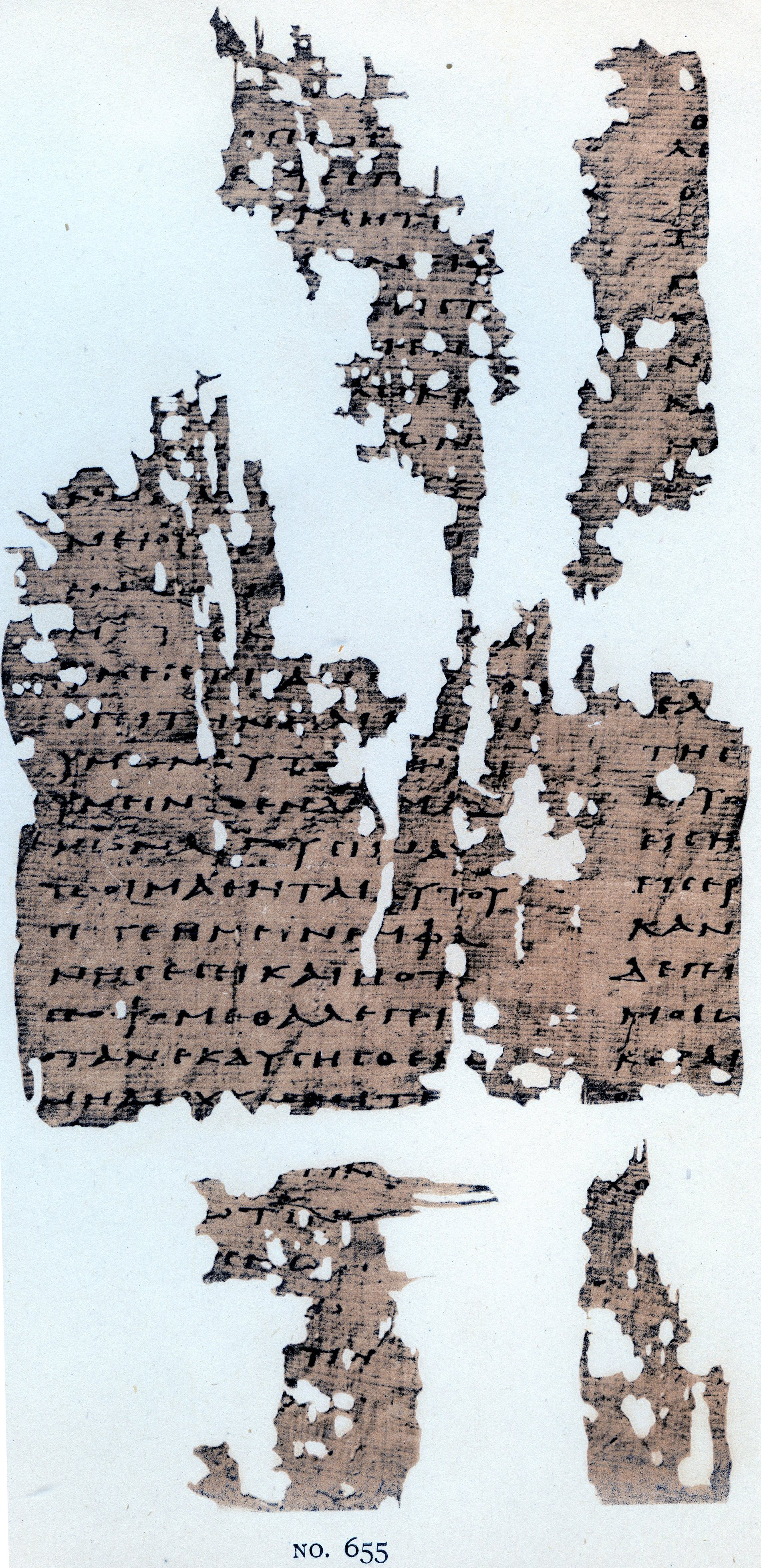
P. Oxy. 655

Papirus Oxyrhynchus 655, oznaczany również P. Oxy. IV 655 – fragment greckiego rękopisu Ewangelii Tomasza spisany na papirusie w formie zwoju. P. Oxy 655 jest jednym z rękopisów odkrytych w Oksyrynchos przez Bernarda Grenfella i Artura Hunta w latach 1897–1904. Na liście tamtejszych papirusów został skatalogowany pod numerem 655. Paleograficznie datowany jest na początek III wieku n.e. Jest to jeden z trzech zachowanych greckich rękopisów Ewangelii Tomasza.

## Opis
Pierwotne wymiary tekstu wynosiły 8,2 na 8,3 cm. Tekst jest napisany pismem uncjalnym, ręką doświadczonego skryby. Nie stosuje interpunkcji ani przydechów, nie zawiera żadnych akcentów, nie ma podziału na słowa, nie stosuje nomina sacra. Jedna poprawka została zapisana kursywą. Fragment ten został opublikowany w The Oxyrhynchus Papyri, część IV.
Według Grenfell i Hunt, którzy przedstawili ten fragment jako pochodzący z niekanonicznych Ewangelii, tekst rękopisu jest bardzo podobny Ewangeliom synoptycznym. Zaobserwowano pewne podobieństwa do Ewangelii Łukasza. Według nich mógł należeć do Ewangelii według Egipcjan (jak postulował Adolf Harnack) lub też do zbioru powiedzeń Jezusa, użytych w 2. Liście Klemensa. Grenfell i Hunt zauważyli pewne podobieństwa do P. Oxy. 654. Jedyna kompletna kopia Ewangelii Tomasza została znaleziona w 1945 roku w Nag Hammadi (NHC II,2), gdzie odkryto jej koptyjską wersję wraz z kolekcją pierwszych chrześcijańskich tekstów gnostyckich.
Rękopis zawiera logia Jezusa Chrystusa. Są to loggia (powiedzenia) 24 oraz 36 do 39 Ewangelii Tomasza zapisane na stronie (recto). Grenfell i Hunt odkryli również dwa inne fragmenty tej apokryficznej Ewangelii: P. Oxy. 1 i P. Oxy. 654.
W 1904 roku P. Oxy. 655 został przekazany Uniwersytetowi Harvarda przez Fundację Egypt Exploration. Rękopis jest przechowywany w Houghton Library, Uniwersytetu Harvarda (Inv. 4.367) w Cambridge.
Fragment potwierdza wariant tekstowy Kodeksu Synajskiego z Mt 6,28 ου ξαινουσιν (nie trapią się). Wariant został starty przez późniejszego korektora i jest widoczny tylko pod lampą ultrafioletową. Inne rękopisy Nowego Testamentu stosują wariant αυξανουσιν (rosną).
Względem tekstu znalezionego w Nag Hammadi koptyjskiego przekładu różni się w 5 miejscach. W 3 miejscach P.Oxy 655 ma tekst dłuższy niż koptyjski, a w 1 miejscu krótszy. W 1 miejscu zachodzi substytucja.